# Louis V. Pirsson
Louis Valentine Pirsson (* 3. November 1860 in Fordham (New York); † 8. Dezember 1919 in New Haven (Connecticut)) war ein US-amerikanischer Geologe und Petrologe, der als Professor für Physikalische Geologie an der Yale University lehrte. Er entwickelte zusammen mit Charles Whitman Cross, Joseph Paxson Iddings und Henry S. Washington die CIPW-Norm zur Bestimmung des normativen Mineralbestandes aus einer chemischen Gesteinsanalyse.

## Leben
Louis V. Pirsson verlor bereits im Alter von vier Jahren seine Mutter und sein Vater überließ ihn wenig später der Obhut einer Kusine seiner Mutter und deren Mann, Thomas Ford aus New York, bei denen er aufwuchs. Als seine Pflegeeltern 1869 zu einer mehrjährigen Reise aufbrachen, wurde der Junge bei einem Pfarrer zurückgelassen, bei dem er eine klassische Ausbildung in Mathematik, Geographie, Latein und Altgriechisch erhielt. Während dieser Zeit entwickelte er sein Interesse an den Naturwissenschaften, besonders an Ornithologie. Ab seinem 16. Lebensjahr besuchte er ein Internat in Amenia (New York). Der dortige Schulleiter war ein Yale-Absolvent, der seinem Schüler nahelegte, seine Studien dort fortzusetzen.
Pirsson schrieb sich 1879 in Yale an der Sheffield Scientific School, einem mit der Universität verbundenen College ein. 1882 machte er dort seinen Abschluss im Fach Chemie. Bis 1887 verblieb er an der Sheffield Scientific School als Laborassistent, wobei er auch Lehraufgaben übernahm. Seine erste Professur für Analytische Chemie erhielt er im Herbst 1887 am Brooklyn Polytechnic Institute. Da er als Chemiker vorwiegend fachfremde Fächer unterrichten musste, kündigte er nach nur einem Jahr. Als Arnold Hughes vom United States Geological Survey (USGS) 1889 einen Assistenten für eine Expedition ins Gebiet des Yellowstone National Park suchte, empfahl der Leiter der Sheffield Scientific School, George J. Brush, seinen ehemaligen Assistenten Pirsson. Pirsson wurde Joseph Paxson Iddings unterstellt, der die Geologie östlich vom Yellowstone Lake untersuchte. Diese Feldstudien weckten sein Interesse an der Geologie, auf die er sich nach seiner Heimkehr nach New Haven konzentrierte, indem er Mineralogie, Kristallographie und Petrologie studierte. Seine erste wissenschaftliche Arbeit über das Mineral Mordenit erschien 1890. Nach einer geologischen Feldsaison in Montana reiste er im März 1891 nach Heidelberg, wozu ihm eine Erbschaft die nötigen Mittel verschaffte. Er studierte ein Semester Mineralogie bei Karl Heinrich Rosenbusch und reiste danach zu Alfred Lacroix nach Paris, wo er mit den bekanntesten Mineralogen, Petrographen und Vulkanologen der damaligen Zeit in Kontakt kam.
Im Frühjahr 1892 erhielt er ein Angebot an der Sheffield Scientific School Mineralogie zu unterrichten, welches er sofort annahm. Ab 1893 übernahm er Kurse in Mikroskopie und Klassifikation magmatischer Gesteine. 1897 wurde er auf eine Stelle eines full professor befördert. Neben der Lehre führte er in den Sommermonaten wieder Feldstudien in Zusammenarbeit mit dem USGS durch, die zur Entdeckung mehrerer neuer Gesteinsarten wie dem Shonkinit führten.
1902 heiratete er Eliza Trumbull Brush die Tochter des ehemaligen Direktors der Sheffield Scientific School.

## CIPW-Norm
Pirssons intensive Beschäftigung mit Gesteins-Mikroskopie und Petrographie stellten ihn immer wieder vor Probleme der Klassifikation von magmatischen Gesteinen, die zu dieser Zeit noch sehr uneinheitlich gehandhabt wurde. 1899 trafen sich die vier Petrologen Whitmann Cross, Henry S. Washington, Joseph P. Iddings und Pirsson, um eine neue Klassifikation auf der Basis quantitativer chemischer Analysen zu entwickeln. Pirsson gelang es dabei, zwischen den verschiedenen Position seiner Fachkollegen zu vermitteln und verhalf auf diese Weise dem Projekt zu seinem Erfolg. Die 1902 erschienene Publikation dieser neuen Klassifikation wurde von der Fachwelt sofort positiv gewürdigt. Die nach den Anfangsbuchstaben der vier Forscher bezeichnete Norm wird auch heute noch verwendet, allerdings nicht zur Klassifizierung der Gesteine, sondern zur Charakterisierung der Ausgangsschmelze.

## Mitgliedschaft in wissenschaftlichen Gesellschaften
- Geological Society of America (1915 deren Vize-Präsident)
- Geological Society of Washington
- Connecticut Academy of Arts and Sciences
- American Academy of Arts and Sciences (seit 1917)
- American Philosophical Society
- Geologiska Föreningen in Stockholm.
- 1913 wurde er in die National Academy of Sciences gewählt.
- Von 1899 bis zu seinem Tod war er Mitherausgeber des American Journal of Science

## Werke (Auswahl)
- On the Monchiquites or Analcite Group of Igneous Rocks. In: J. Geol. 4, 1896, S. 679–690.
- mit W. Weed: Geology and Mineral Resources of the Judith Mountains of Montana. In: U.S. Geol. Survey Ann. Rep. 18, Part 3, 1898, S. 437–616.
- mit W. Cross, J. P. Iddings und H. S. Washington: A Quantitative Chemico-mineralogical Classification and Nomenclature of Igneous Rocks. In: J. Geol. 10, 1902, S. 555–690.
- mit W. Cross, J. P. Iddings und H. S. Washington: Quantitative Classification of Igneous Rocks. University of Chicago Press, Chicago 1903.
- mit W. Cross, J. P. Iddings, H. S. Washington und H. J. Johnston-Lavis: The Texture of Igneous Rocks. In: J. Geol. 14, 1906, S. 692–707.
- Rocks and Rock Minerals: A Manual of the Elements of Petrology without the Use of the Microscope. John Wiley & Sons, New York 1908.
- Geology of Bermuda Island: the Igneous Platform. In: Am. J. Sci. 4th ser., 38, 1914, S. 189–206.
- Geology of Bermuda Island: Petrology of the Lavas. In: Am. J. Sci. 4th ser., 38, 1914, S. 331–344.
- Rock Classification for Engineering Students. In: Econ. Geol. 14, 1919, S. 264–266.
- A Textbook of Geology. Part I: Physical Geology. 2. Auflage. John Wiley and Sons, New York 1919.